# Birgitta Valberg
Birgitta Valberg (* 16. Dezember 1916 in Stockholm; † 29. März 2014) war eine schwedische Schauspielerin.

## Leben und Karriere
Ihre Eltern waren der Lektor Paul Valberg und Gunborg, geb. Ahlin. Birgitta Valberg legte 1935 ihr Studentexamen (Reifezeugnis) ab und studierte von 1940 bis 1943 an der Dramatens elevskola.
Valberg spielte in einem Zeitraum von 60 Jahren insgesamt 137 Theaterrollen am Königliche Dramatischen Theater in ihrer Heimatstadt Stockholm. Sie arbeitete dabei mit bekannten Bühnenregisseuren wie Alf Sjöberg, Olof Molander und Ingmar Bergman. Häufig spielte sie klassische Rollen wie die der Medea.
International bekannt wurde Valberg vor allem durch ihre Rollen in Filmen von Ingmar Bergman, beginnend mit Hafenstadt im Jahr 1948. Ihre wohl wichtigste Bergman-Rolle war die der liebevollen Mutter, die ihr einziges Kind verliert, in dem im Mittelalter angesiedelten Rachedrama Die Jungfrauenquelle. Auch in weiteren Film- und Fernsehrollen war Birgitta Valberg auf mütterliche Rollen abonniert. 1977 gewann sie für ihren Auftritt in dem Film Ein Paradies unter Regie von Gunnel Lindblom den nationalen Filmpreis Guldbagge in der Kategorie Beste Hauptdarstellerin. 1992 spielte sie die Großmutter in Die Sonntagskinder, einem Film unter Regie von Ingmar Bergmans Sohn Daniel, in dem autobiografisch die Kindheit von Ingmar Bergman verarbeitet wird. Insgesamt spielte Valberg im Zeitraum von 1934 bis 1996 in rund 60 Film- und Fernsehproduktionen.
Valberg war von 1939 bis zu seinem Tod mit dem Funktionär Hans Hansson (1907–1976) verheiratet, das Paar hatte drei Kinder. Sie starb im März 2014 im Alter von 97 Jahren.

## Filmografie (Auswahl)
- 1934: Unga hjärtan
- 1939: Folket på Högbogården
- 1948: Hafenstadt (Hamnstad)
- 1953: Barabbas – Der Mann im Dunkel (Barabbas)
- 1954: Karin Mansdotter
- 1955: Das Lächeln einer Sommernacht (Sommarnattens leende)
- 1958: Der Verführer (Fröken April)
- 1960: Die Jungfrauenquelle (Jungfrukällan)
- 1962: Schlafwagenabteil (Älskarinnan)
- 1966: Prinzessin (Prinsessan)
- 1968: Schande (Skammen)
- 1976: Der Mann auf dem Dach (Mannen på taket)
- 1977: Ein Paradies (Paradistorg)
- 1988: Im Wald sind keine Räuber (Ingen rövare finns i skogen)
- 1989: Peter und Petra (Peter och Petra)
- 1990–1991: Storstad (Fernsehserie, 28 Folgen)
- 1992: Die Sonntagskinder (Söndagsbarn)
- 1996: Idlaflickorna (Fernsehfilm)